# Grupo Manía

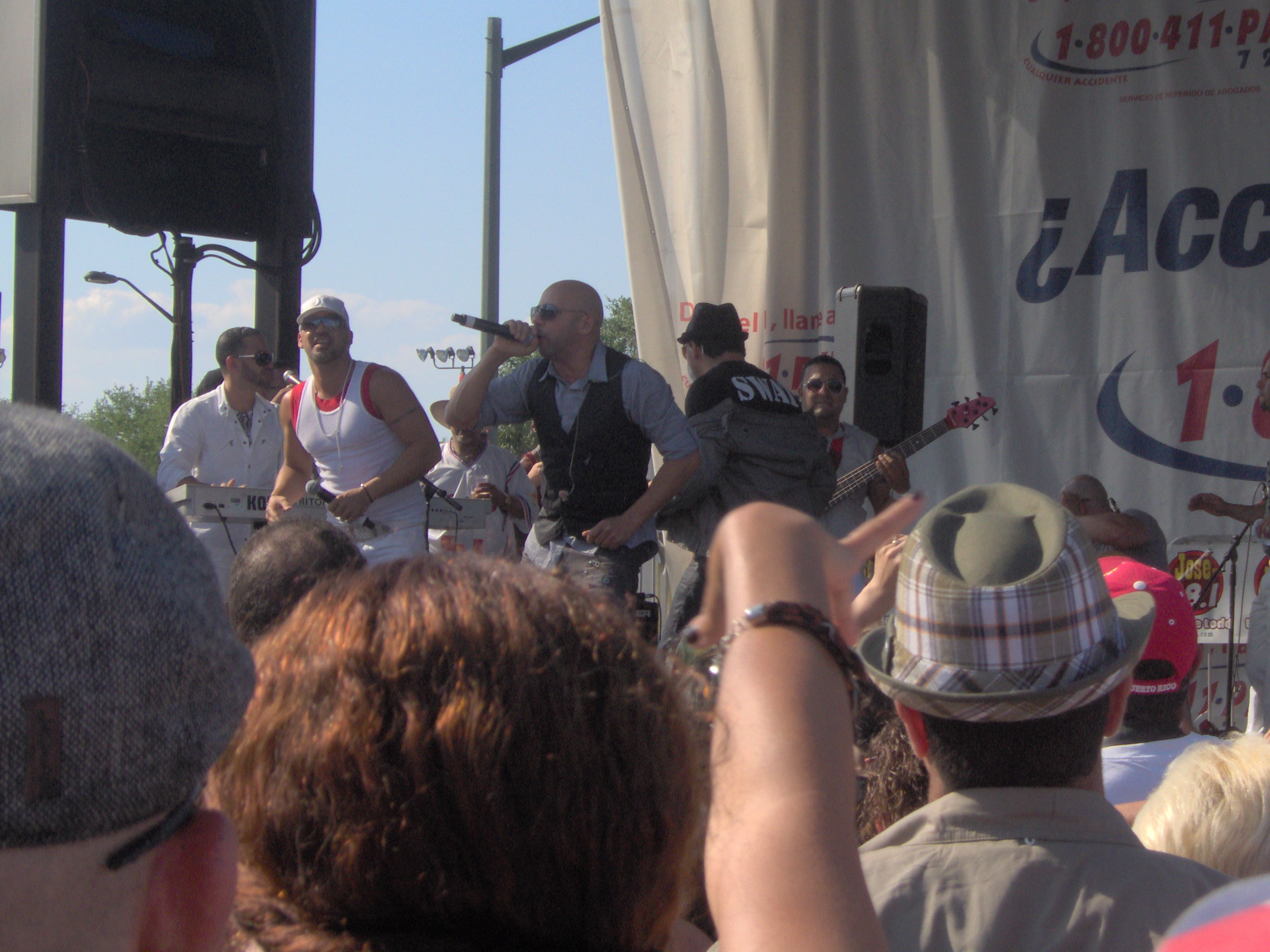
Liveauftritt von Grupo Manía (2011)

Grupo Manía ist eine populäre Merenguegruppe aus Puerto Rico.

## Werdegang
Grupo Manía oder auch Grupomanía oder GrupoManía wurde 1993 in Puerto Rico gegründet. Die Band besteht aus den Brüdern Héctor, Edwin und Oscar Serrano sowie Alfred Cotto. 1994 wurde Alfred Cotto durch Elvis Crespo ersetzt, bevor dieser 1997 eine Solokarriere begann. Sein Nachfolger war Reynaldo Santiago von der Gruppe Zona Roja, einer anderen bekannten Merengueband aus dieser Zeit. Die Band erhielt eine Platinauszeichnung in den USA und galt als eine der besten Merenguegruppen. Zu Beginn des 21. Jahrhunderts kam es innerhalb der Grupo Manía zu kontroversen Diskussionen, welche damit endeten, dass Héctor Serrano, der musikalische Direktor der Band, Cotto und Santiago entließ. Er warf den beiden fehlende Disziplin vor. Cotto und Santiago gründeten daraufhin die Gruppe Grupo Starz, während Alex Rivera und Juan Luis Guzmán ihre Nachfolge bei der Grupo Manía antraten. Der große Erfolg blieb danach jedoch aus, sodass Héctor Serrano eine Wiedervereinigungstournee mit Elvis Crespo und Alfred Cotto organisierte. Nach drei Jahren Schaffenspause wurde 2008 das Album 15 Años de Corazon aufgenommen. Zu den größten Hits von Grupo Manía gehören Songs wie: A Que Te Pego Mi Manía, Teléfono, Sube Sube, Caracolito und La Peleona.

## Diskografie
- A Bombazo Sí (1993)
- Exploto El Bombazo (1994)
- Dance Manía (1995)
- Esta De Moda (1996)
- Alto Honor (1997)
- Dynasty (1998)
- Masters of the Stage – 2000 Veces Mania (1999, US: Platin (Latin))[2]
- Grupomanía 2050 (2001)
- Latino (2002)
- Hombres de Honor (2003)
- La Hora de Verdad (2005)
- 15 Años de Corazon (2008)
- Se Pego La Mania (2009)